# Johannes Pedersen
Johannes Pedersen (Kimmerslev, 1892. április 26. – Roskilde, 1982. január 17.) olimpiai ezüstérmes dán tornász.
Az 1920. évi nyári olimpiai játékokon indult tornában és a svéd rendszerű csapat összetettben ezüstérmes lett.
Klubcsapata a DDS&G's Hold volt.